# توماس دروال
توماس فيتولد دروال (مواليد 22 يناير 1982) هو مُقاتل فنون قتالية مختلطة وملاكم بولندي.

## وصلات خارجية
- توماس دروال على موقع يو إف سي (الإنجليزية)
- توماس دروال على موقع شيردوغ (الإنجليزية)
- توماس دروال على موقع IMDb (الإنجليزية)